# Chromalizus calceatus
Chromalizus calceatus är en skalbaggsart som först beskrevs av Aurivillius 1903.  Chromalizus calceatus ingår i släktet Chromalizus och familjen långhorningar. Inga underarter finns listade i Catalogue of Life.